# Asterias rubens
Asterias rubens és una espècie d'equinoderm asteroïdeu de la família Asteriidae. És l'estrella de mar més freqüent en el nord-est de l'Atlàntic, des de Noruega fins al Senegal. No es troba a la Mediterrània.